# 2019년 풀와마 테러 사건

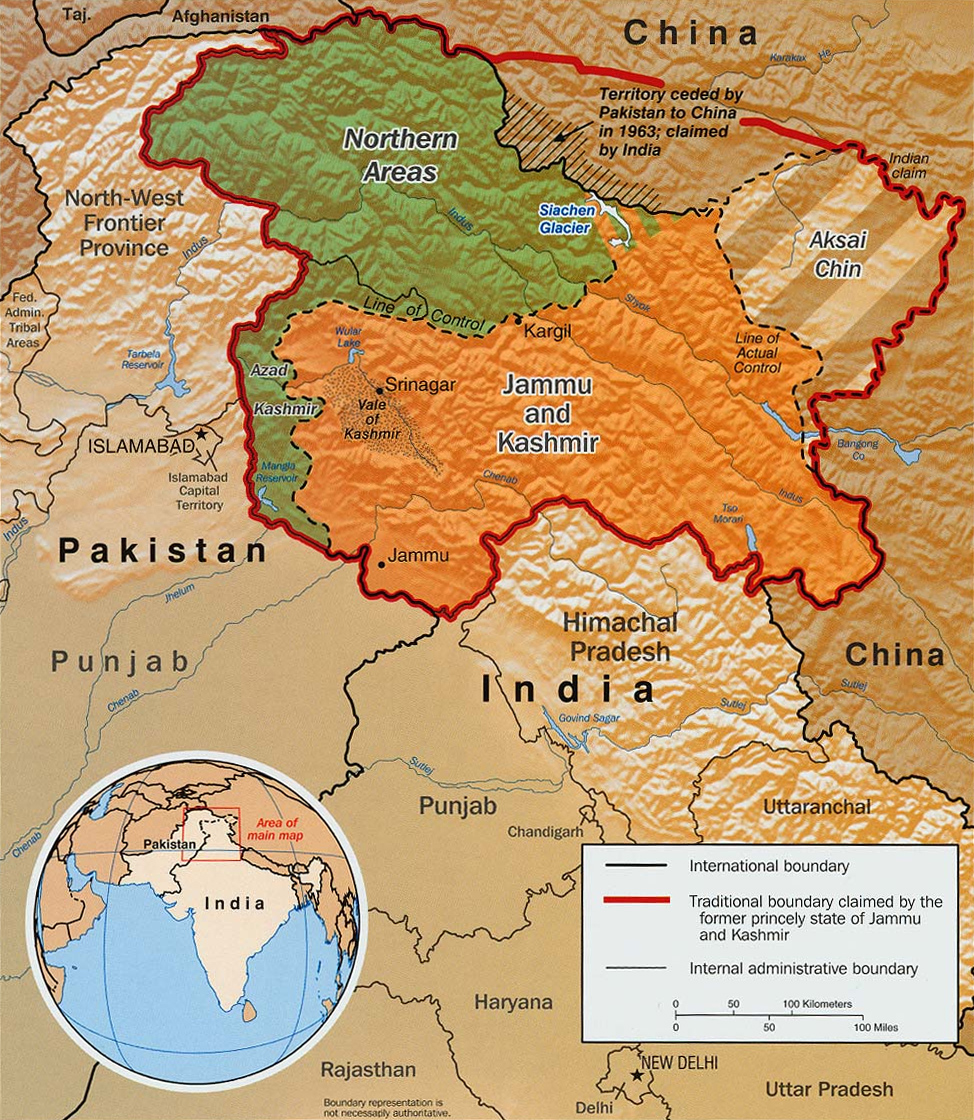
녹색 파키스탄, 주황색 인도, 동쪽은 중국 영토로, 카슈미르는 세 나라가 영토를 주장하며 대치하고 있다. 이슬람 인구가 가장 많이 거주한다.

2019년 풀와마 공격은 2019년 2월 14일 인도 잠무 카슈미르주의 풀와마에서 발생한 테러 사건이다.

## 역사
2019년 2월 14일, 풀와마의 인도 중앙예비경찰부대(CRPF)를 대상으로 차량 폭탄 테러가 발생했다. 풀와마 지역 고속도로에서 인도 경찰 2500여명을 태운 차량 행렬을 겨냥한 자살폭탄 공격이 발생해 41명이 사망했다.
이슬람 극단주의 무장단체인 제이셰 무함마드가 공격의 배후를 자처했으며 인도는 파키스탄이 실제 배후라고 주장하면서, 같은 날 인도 외교부는 자국 주재 파키스탄 대사를 초치해 공격에 항의했다.
인도 재무부는 파키스탄에 대한 최혜국 대우를 철회할 것이라고 선언했다.
2월 21일, 니틴 가드카리 인도 교통부 장관은 트위터를 통해 파키스탄과 인더스강 유역의 수자원을 더는 공유하지 않겠다고 선언했다. 인더스강의 물은 상류인 인도 영토에서 하류인 파키스탄 영토로 흐르는데, 모든 강물을 막겠다고 했다.

## 배경
인도와 파키스탄은 1947년 영국에서 각각 독립할 때부터 카슈미르 영유권을 다퉜다.
잠무 카슈미르주는 인도에서 유일하게 이슬람 인구가 다수인 주이다.
2019년 2월 8일, 파키스탄이 주관한 아만-19 다국적 해상훈련에 미국, 중국, 일본 등 46개국이 참여했다. 인도는 훈련이 시작된 2007년부터 단 한번도 초청받지 못했다. 12일에 훈련이 종료되었다.
파키스탄은 중국의 핵심 우방이자 일대일로 프로젝트의 최대 파트너다.
이번 아만-19 해상훈련은 CPEC과 같은 전략적 경제 프로젝트를 보호하기 위한 해상 안보에 초점이 맞춰졌다. 일대일로 프로젝트인 CPEC은 CPEC는 중국 북서부 신장 위구르 자치구와 파키스탄 남서부 과다르항을 철도, 도로, 송유관 등으로 연결하는 사업으로, 총 620억 달러 규모에 2030년 완성될 것이다. 인도는 파키스탄과 영토 분쟁중인 카슈미르 지역도 통과하는 CPEC에 대해 강한 반대 의사를 밝히고 있다.
이번 풀와마 테러도 카슈미르 지역이다.

## 보복

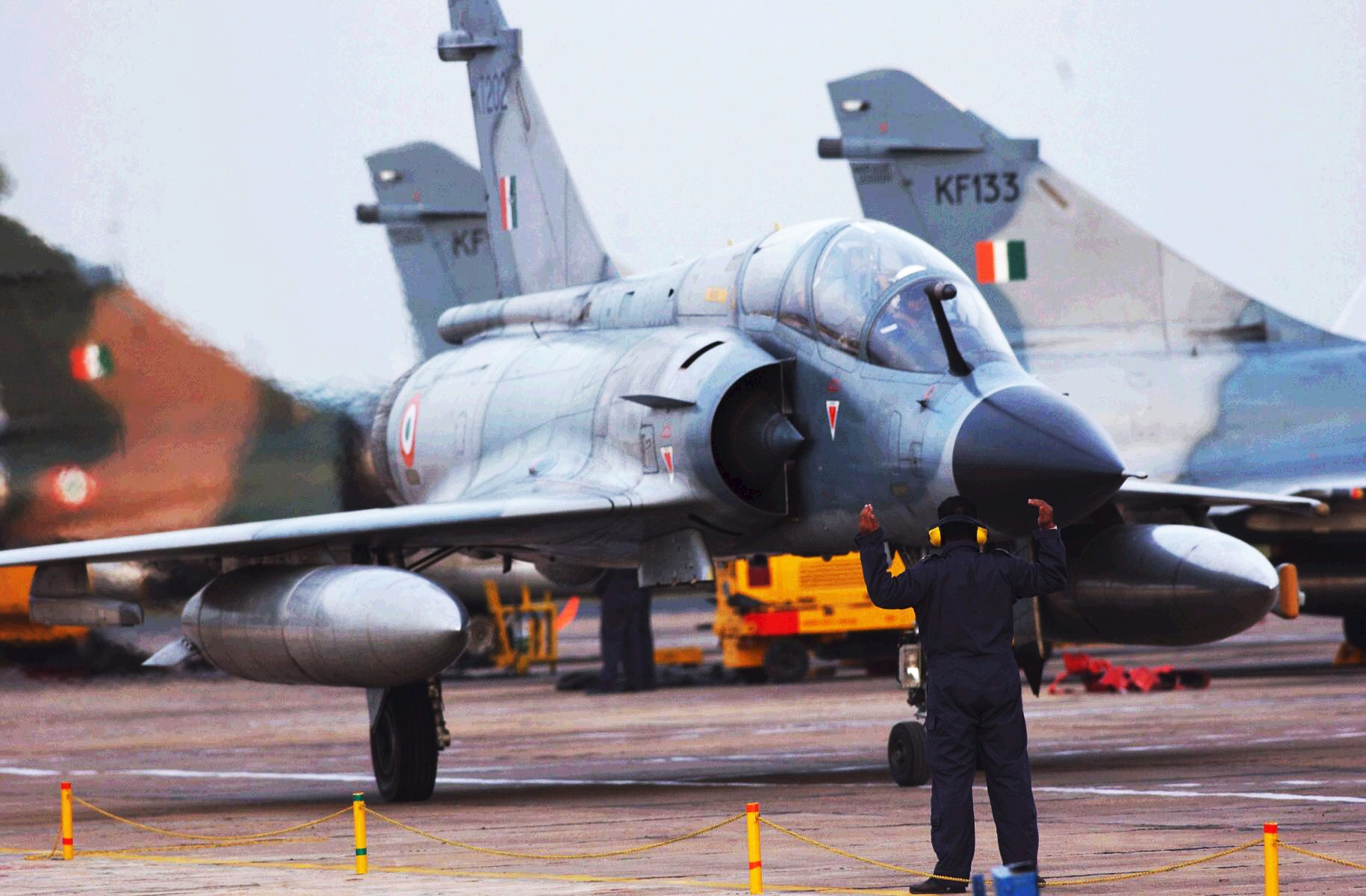
인도 공군의 미라주 2000 전투기

2019년 2월 26일 새벽 3시 30분(현지시간), 인도 공군의 미라주 2000 편대가 사실상 국경인 통제선(LoC)을 넘어 파키스탄 영토인 카슈미르 바라코트에 위치한 테러리스트 캠프를 공습했다. 자이쉬-에-무함마드의 파키스탄 내 최대 훈련기지로 알려져 있다. 전투기 12대가 공습했으며, 1톤 넘는 폭탄들이 투하되어, 캠프가 완전하게 파괴되었다. 이번 공습으로 캠프 내 무장 병력 200-300명이 사망했다고 알려졌다. 그러나 파키스탄은 아무 피해가 없다고 주장했다. 1971년 인도-파키스탄 전쟁 이후 최초의 통제선을 넘어간 전투기 공습이다.
파키스탄군은 "인도 공군이 정전 협정을 위반하고 사실상 국경인 통제선(LoC)을 침범했다"고 강력하게 반발했다.
분쟁지인 카슈미르에는 양국 군인 수십만명이 대치하고 있어 전면전 가능성은 희박하다.
1971년 인도-파키스탄 전쟁의 결과, 1972년 7월 2일 인도와 파키스탄 간의 심라협정에 따라, 카슈미르는 인도와 파키스탄의 분할 통치로 결론이 났고, 이 협정의 정전경계선이 현재의 군사통제선(LoC)이 됐다.
2월 27일, 파키스탄 공군 전투기들이 카슈미르 인도 영토를 침입해 공습을 했다. 피해 규모는 알려지지 않았다.
또한, 파키스탄 공군이 군사통제선 접경도시 푼치(Poonch) 인근 상공에서 인도 전투기 2대를 격추했다. 한 대는 파키스탄 영토로 추락해, 조종사를 생포했다. 푼치(en:Poonch)는 인도의 잠무 카슈미르주 최대 도시인 스리나가르의 스리나가르 공군기지에서 서쪽으로 67 km 떨어져 있으며, 전날 공습한 바라코트에서 남동쪽으로 110 km 떨어져 있다.
파키스탄 전투기 3대도 인도 영공에 진입한 뒤 요격당해 돌아갔다. 당초 공습하려던 곳을 공습하지 못하고, 군사통제선을 넘자마자 인도 전투기가 요격해 오자, 도망치면서 폭탄을 투하해, 별 피해가 없다고 보도되었다.
나렌드라 모디 인도 총리는 4월-5월 한달간 실시되는 2019년 인도 총선을 위해 선거 유세를 돌아다니고 있다. 하원 의원 543명을 뽑는 인도 총선은 한 달가량 실시된 뒤 개표는 하루 만에 이뤄진다. 나렌드라 모디 인도 총리는 경제 정책이 실패하여 지지율이 부진했다. 그래서 인도의 파키스탄 공습은 오는 4∼5월 총선을 앞두고 지지율 하락에 시달리는 나렌드라 모디 정부의 ‘선거용 카드’라는 분석도 제기된다. 제1야당 좌파 인도국민회의는 연일 우파 모디 정부에 대한 공세를 이어가며 지지율 격차를 12%까지 줄였다.

## 같이 보기
- 잠무 카슈미르주의 분란전
- 통제선(LoC, en:Line of Control)
- 2019년 발라코트 공습